# Beifar
Beifar es un lugar español de la parroquia de Pronga, perteneciente al municipio de Pravia, en la comunidad autónoma de Asturias.

## Toponimia
El nombre del lugar puede encontrarse escrito con las grafías Beifar y Beyfar.

## Historia
Hacia mediados del siglo XIX, el lugar, ya por entonces perteneciente a la parroquia de Pronga del municipio de Pravia, tenía contabilizada una población de 117 habitantes. Aparece descrito en el cuarto volumen del Diccionario geográfico-estadístico-histórico de España y sus posesiones de Ultramar de Pascual Madoz con las siguientes palabras:

BEYFAR: l. en la prov. de Oviedo, ayunt. de Pravia y felig. de San Juan de Pronga (V.): sit. en la márg. der. del Nalon, poco antes de su confluencia con el Narcea á las faldas del Virabeche al E. Su terreno flojo, pendiente y de poca estension, escepto en la parte que tiene de vega que es mas tenaz y muy fértil; si bien la mayor parte de su labranza, corresponde al térm. de la parr. Pravia. Pasa por sus térm. un arroyuelo que viene por una escañada, formando el Virabeche ,que sirve de division á los concejos de Pravia y Candamo y part. jud. de Pravia y Oviedo. prod.: maiz, habas, patatas y otros frutos y varias clases de frutas. ind.: la agricola, la pesca y la venta del sobrante de legumbres y frutas. pobl.: 30 vec. 117 almas.
(Madoz, 1846, p. 306)

En 2023, la entidad singular de población de Beifar tenía empadronados 37 habitantes, todos ellos en el núcleo de población de ese nombre.